# La Ilustración Artística

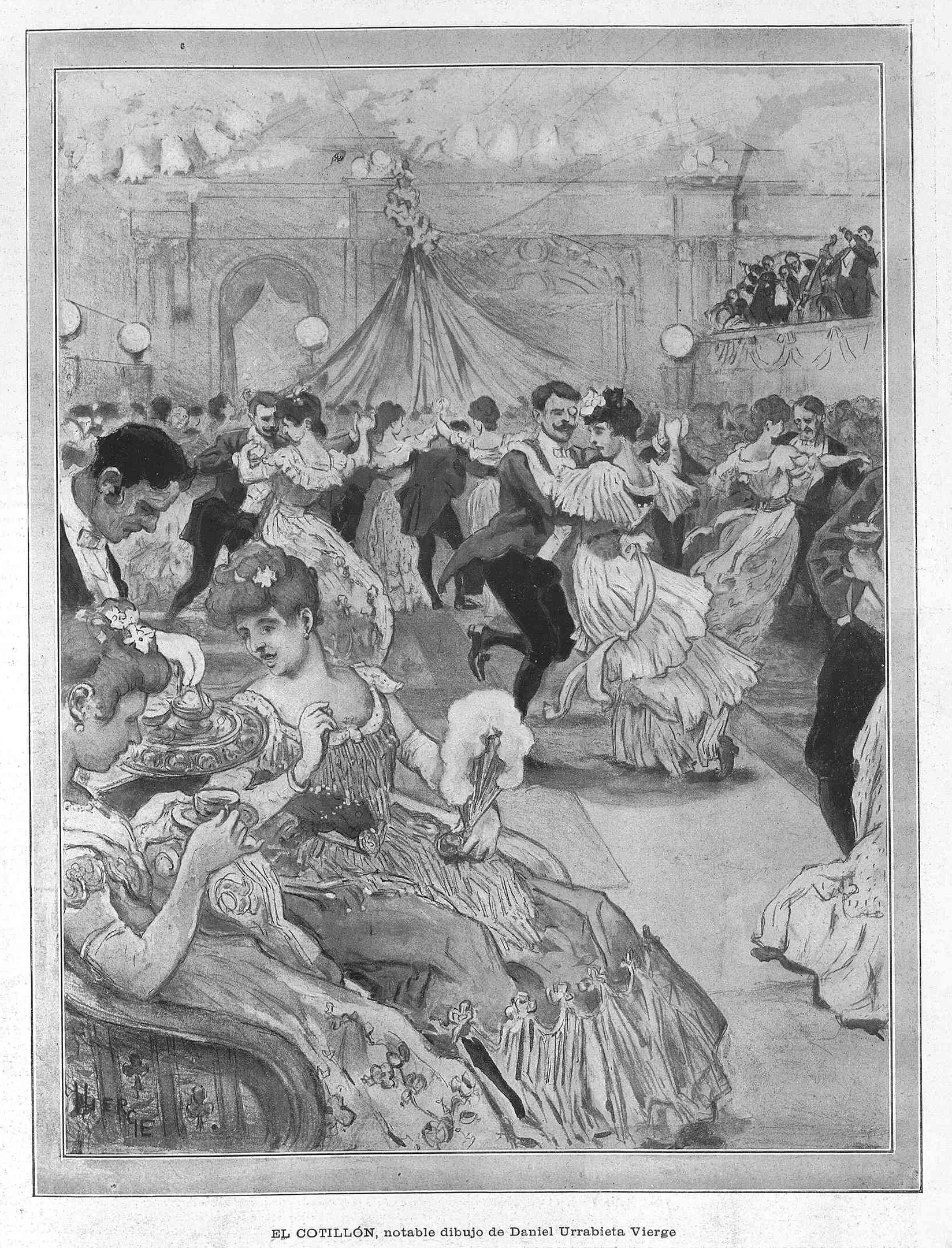
El cotillón, de Daniel Urrabieta Vierge, publicat en maig de 1909.

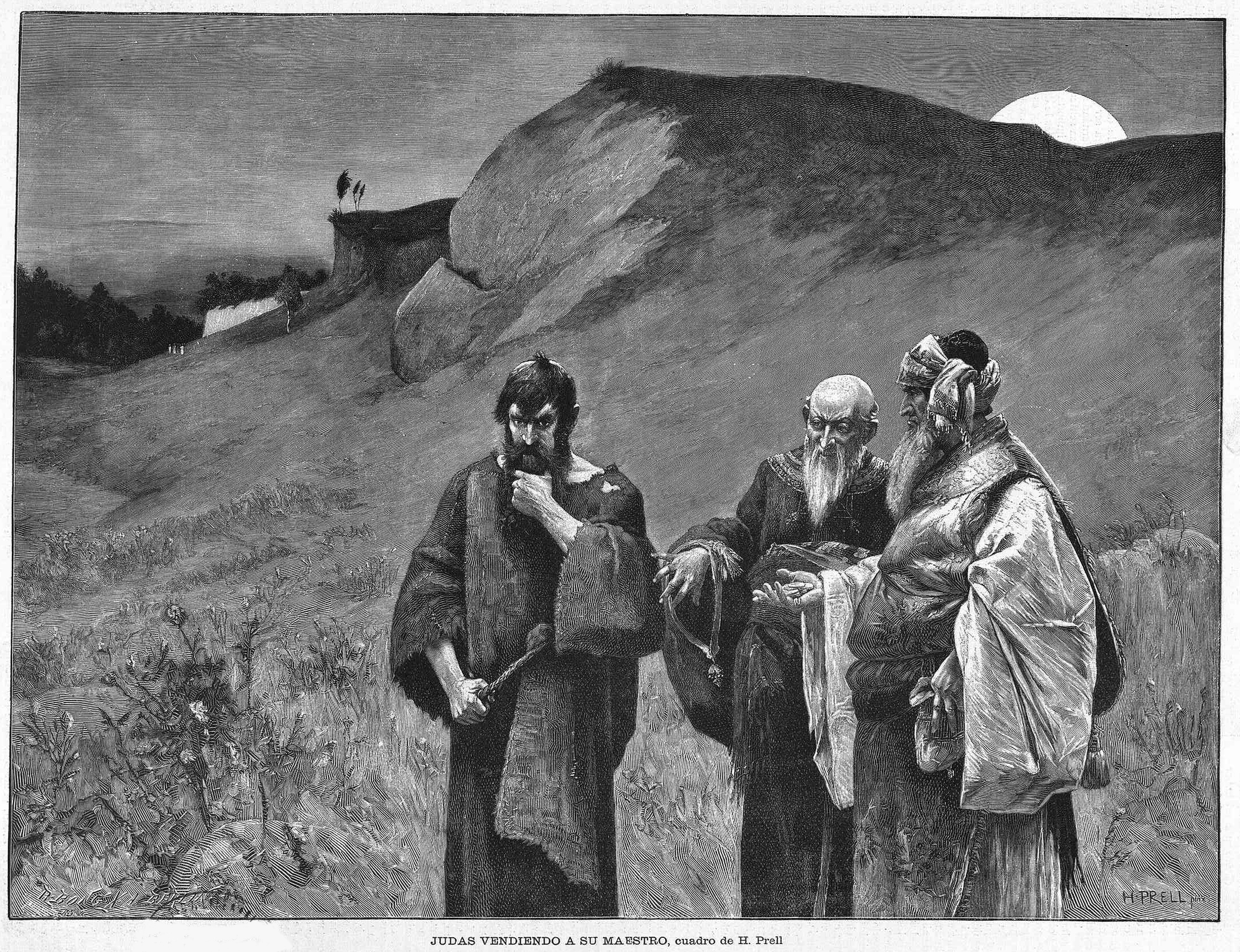
Judes venent el seu mestre, de Hermann Prell, publicat en març de 1888.

La Ilustración Artística va ser una revista cultural espanyola de tirada setmanal publicada a Barcelona entre 1882 i 1916. El seu primer número aparegué l'1 de gener de 1882. La seva publicació anava a càrrec de l'editorial Montaner y Simón. En un principi va donar prioritat al gravat davant la fotografia però en els últims anys del segle xix començà a imposar-se en les seves pàgines.
Comptà amb la col·laboració d'escriptors espanyols com Emilia Pardo Bazán —que aportà principalment continguts de caràcter periodístic—, Emilia Serrano de Wilson «la Baronesa de Wilson» —amb relats de caràcter «americanista»—, Emilio Castelar, Francisco Giner de los Ríos, Leopoldo Alas «Clarín», Francesc Pi i Margall, Benito Pérez Galdós o Manuel Ossorio y Bernard, entre molts altres; així com col·laboradors estrangers, en especial de França. Comptava amb abundant material gràfic dels artistes del moment, como de l'escultor José Campeny. Segons Sanmartín Bastida, «les imatges de la revista [junt a les de La Ilustración Ibérica] es troben en la línia del "revival" medieval de l'última avantguarda pictòrica (com la dels pintors prerafaelistes) i donen a conèixer així la moderna pintura europea migevalista». També compta amb la presència de crítiques i ressenys d'obres estrenades a l'estranger; d'altra banda la revista va ser pionera —i la publicació «més important» en aquest aspecte— en la inclusió de traduccions de contes provinents del Japó a Espanya, cap a 1887.